# Шулейкин, Василий Владимирович
Василий Владимирович Шуле́йкин (1 [13] января 1895, Москва — 25 апреля 1979, Москва) — советский геофизик, специалист по физике моря; академик АН СССР, инженер-капитан 1 ранга.

## Биография
Родился 1 (13) января 1895 года в семье Владимира Васильевича Шулейкина — мещанина, вышедшего из-за купеческого сословия и работавшего в Попечительстве народных училищ, потом в банке и на фабрике и умершего в 1915 году в должности технического директора небольшой химико-красильной фабрики.
Василий Шулейкин окончил Московское реальное училище Бажанова (бывшее Фидлера) в 1912 году и Императорское Московское техническое училище (гидроэнергетическая специальность) в 1917 году. Первая исследовательская работа (по электрическим выпрямителям) была доложена 15 ноября 1916 года в студенческом научно-техническом кружке. С 1916 года он работал в училище препаратором; после окончания обучения был оставлен в училище для подготовки к профессорской деятельности.
Преподавать начал в 1918 году (семинары по математическому анализу и аналитической геометрии, с 1922 года — самостоятельный курс «Электричество и магнетизм»). С 1923 года профессор. С 1927 по 1929 год — профессор кафедры физики Ярославского педагогического института. С 1928 года читал по совместительству лекции в МГУ, с 1943 года заведовал в нём организованной им кафедрой физики моря и участвовал в создании геофизического отделения Физического факультета. В 1945—1947 годах был начальником кафедры Военно-морской академии кораблестроения и вооружения.
В 1920—1931 годах работал в Институте физики и биофизики. Первую работу по физике моря закончил в 1921 году и в дальнейшем оставался верен этой теме. С 1922 года работал в Морском научном институте. С 1926 по 1929 год работал в физической лаборатории маскировочного отдела Московского инженерного полигона. Выйдя в 1929 году в запас, был зачислен в запас начсостава РККФ по гидроспециальности. В 1932 и 1936 годах проходил переподготовку.
Один из создателей в 1929 году Московского гидрометеорологического института и Черноморской гидрофизической станции в Кацивели, директором которой был в 1929—1941 годах. Директор Морской гидрофизической лаборатории АН СССР с 1942 года. В 1942—1945 годах служил в Гидрографическом управлении ВМФ.
В 1943 году по инициативе Шулейкина было создано геофизическое отделение на физическом факультете МГУ, организует и возглавляет кафедру физики моря. В годы войны Шулейкиным были выполнены важные в оборонном отношении научные работы. По заданию Гидрографического управления ВМФ Шулейкин разработал теорию расчёта ледяных переправ. Контрольные испытания проводились на Белом море. В результате уже в ноябре 1941 года были составлены и разосланы по флотам таблицы для расчёта морских ледяных переправ. Они с успехом использовались при прокладке зимой 1941—1942 годов по льду Ладожского озера «Дороги жизни». Шулейкин занимался также вопросами штурманского и гидрографического вооружения в условиях военного времени. В частности, им был сконструирован баронивелир повышенной точности — прибор, с помощью которого определялись высоты различных навигационных знаков и огней на берегах.
Начальник Главного управления Гидрометеослужбы при Совете министров СССР в 1947—1950 годах. С 1948 года работал в организованном им Морском гидрофизическом институте АН СССР (в 1948—1957 годах — директор).
С 27 до 74 лет вёл экспедиционную морскую работу: гидрографическое судно «Пахтусов» в Карском море, многие экспедиции Морского научного института, Гидрографического управления метеослужбы, Гидрометслужбы — в качестве старшего специалиста, помощника начальника и начальника экспедиции, как в полярных морях, так и в Чёрном море; пароход «Трансбалт» в рейсе из Евпатории во Владивосток; экспедиционное судно «Седов» в Атлантическом океане.
Член-корреспондент АН СССР с 1929, действительный член с 1946 года.
Умер 25 апреля 1979 года. Похоронен в Москве на Кунцевском кладбище.
В честь В. В. Шулейкина названа подводная гора (гора Шулейкина, Тихий океан, 41° с.ш., 163° в.д., гора открыта советскими исследователями).

## Вклад в науку
Вёл исследования в области геофизики, в частности, физики моря. Разрабатывал теорию теплового взаимодействия Мирового океана, атмосферы и материков; теории ветровых волн, морских течений, тропических ураганов, теплового баланса моря. Объяснил происхождение окраски морей и озёр, вывел уравнение спектральной кривой и другие уравнения оптики моря. Изобрёл ряд приборов для исследований моря.
В общей сложности к концу 1972 года Шулейкин опубликовал 356 работ. Его монография «Физика моря», в которую вошли многие из них, переиздавалась четырежды; научно-популярные книги «Дни прожитые» и «Очерки по физике моря» — три и четыре раза соответственно.

### Научные труды
- Шулейкин В. В. Дни прожитые. — М.: Изд-во АН СССР, 1956. — 397 с.
- Шулейкин В. В. Краткий курс физики моря. — Л.: Гидрометеоиздат, 1959. — 478 с.
- Шулейкин В. В. Очерки по физике моря. — М.: Изд-во АН СССР, 1962. — 471 с.
- Шулейкин В. В. Дни прожитые. — 2-е изд., доп. — М.: Наука, 1964. — 548 с. — 12 500 экз.
- Шулейкин В. В. Дни прожитые. — М.: Наука, 1968. — 602 с.
- Шулейкин В. В. Физика моря. — 4-е изд., перераб. и доп. — М.: Наука, 1968. — 1083 с. — 3000 экз. — ISBN ?; УК 53(551.46).
- Шулейкин В. В. Дни прожитые. — М.: Наука, 1972. — 604 с. — 13 000 экз.
- Шулейкин В. В. Расчёт развития, движения и затухания тропических ураганов и главных волн, создаваемых ураганами. — Л.: Гидрометеоиздат, 1978. — 96 с.
- Шулейкин В. В. Физики о себе. — Л.: Наука, 1990. Архивировано 22 декабря 2007 года.
- XXXIII. Scattering of light by very big colloidal particles

## Хобби
В ранние годы музицировал с семьёй, увлекался домашними квартетами, трио, квинтетами; играл в студенческом симфоническом оркестре партию первой скрипки. Увлечение музыкой сохранилось на всю жизнь.
Написал «Былину» для струнного оркестра, ноктюрн, песню «То не в поле рожь» (на свои слова) для хора в сопровождении струнного оркестра; программную симфонию «Степная»: «Старинное сказание» (аллегро), «В Диканьке» (скерцо), «Песни в степи» (анданте кантабиле) и «Шествие молодёжи» (финал); романсы на слова автора для голоса в сопровождении фортепьяно.
Ряд его сочинений исполнялся симфоническим оркестром Ялтинской государственной филармонии и Московского Дома учёных. Симфония «Степная» исполнялась симфоническим оркестром Украинского радиокомитета и из Киева передавалась по радио. Звучали по радио и его романсы в исполнении киевских солистов.
Послал автору знаменитого стихотворения «Физики и лирики» Борису Слуцкому длинное рифмованное утешение: «не так, мол, уж плохи дела у вашего брата, поэтов»

## Награды и премии
- Сталинская премия II степени (10 апреля 1942) — за итоговый труд «Физика моря»
- орден Ленина (1949) — за заслуги в развитии народного хозяйства и укреплении обороноспособности СССР
- орден Ленина (1953) — за выслугу лет
- орден Октябрьской революции
- орден Трудового Красного Знамени (13 января 1945) — за выдающиеся научные работы в области физики моря и подготовку квалифицированных научных кадров, в связи с 50-летием со дня рождения
- орден Красной Звезды (1945) — в связи с 225-летием Академии наук
- ещё 1 орден, медали, в том числе пять медалей Верховного Совета СССР. От Всесоюзного географического общества получил медаль им. П. П. Сёменова-Тян-Шанского за исследования по физике моря.